# مسجد شاهي (جنيوت)
مسجد شاهي (بالأردية: جامع مسجد شاہی، بالأوزبكية: Shahi masjidi (Chiniot)، بالإنجليزية: Shahi Mosque) هو مسجد تاريخي يعود تاريخه إلى القرن السابع عشر. يقع في جنيوت، البنجاب، باكستان.
تم بناء المسجد بين عامي 1646 و1655، تحت إشراف الوزير المغولي الأعظم سعد الله خان في المكان الذي تلقى فيه تعليمه. تم تصميمه من قبل الفنانين المحليين، ويتكون من ثلاث قباب وأربع مآذن.